# Liste der Kulturdenkmale in Gruibingen

Wappen von Gruibingen

In der Liste der Kulturdenkmale in Gruibingen werden die unbeweglichen Bau- und Kunstdenkmale in Gruibingen aufgelistet. Diese Liste ist noch unvollständig.

## Allgemein
- Bild: Zeigt ein ausgewähltes Bild aus Commons, „Weitere Bilder“ verweist auf die Bilder im Medienarchiv Wikimedia Commons.
- Bezeichnung: Nennt den Namen, die Bezeichnung oder die Art des Kulturdenkmals.
- Lage: Straßenname und Hausnummer oder Flurstücknummer des Kulturdenkmals, gegebenenfalls auch den Ortsteil. Die Grundsortierung der Liste erfolgt nach dieser Adresse. Der Link (Karte) führt zu verschiedenen Kartendiensten mit der Position des Kulturdenkmals. Fehlt dieser Link, wurden die Koordinaten noch nicht eingetragen. Sind diese bekannt, können sie über ein Tool mit einer Kartenansicht einfach nachgetragen werden. In dieser Kartenansicht sind Kulturdenkmale ohne Koordinaten mit einem roten bzw. orangen Marker dargestellt und können durch Verschieben auf die richtige Position in der Karte mit Koordinaten versehen werden. Kulturdenkmale ohne Bild sind an einem blauen bzw. roten Marker erkennbar.
- Datierung: Baubeginn, Fertigstellung, Datum der Erstnennung oder grobe zeitliche Einordnung entsprechend des Eintrags in der zuständigen Denkmaldatenbank (Landesamt für Denkmalpflege Baden-Württemberg).
- Beschreibung: Kurzcharakteristik des Kulturdenkmals.

## Liste
| Bild           | Bezeichnung                                      | Lage                                                        | Datierung                        | Beschreibung | ID |
| -------------- | ------------------------------------------------ | ----------------------------------------------------------- | -------------------------------- | --- | -- |
|                | Burg Leimberg                                    | Flur Unterer Leimberg, Schloßhalde (Flstnr. 1402/2) (Karte) | 1181 erwähnt                     | Die abgegangene Burg Leimberg befindet sich auf dem Leimberg, östlich von Gruibingen. Von dieser ehemaligen Burg zeugen heute noch Burghügel, der Halsgraben und die Überreste der Mauer. Die Herren von Leimberg werden erstmals im 12. Jahrhundert genannt. Ab spätestens dem frühen 16. Jahrhundert wurde diese Burg dann verlassen. Geschützt nach § 2 DSchG | BW |
|                | Burg auf dem Dürrenberg                          | Flur Dürrenberg (Flstnr. 618, 3900) (Karte)                 | 13. Jahrhundert                  | Die abgegangene Burg auf dem Dürrenberg ist südöstlich von Gruibingen gelegen. Geschützt nach § 2 DSchG | BW |
|                | Abgegangene Kapelle St. Wolfgang mit Einsiedelei | Flur St. Wolfgang, Hinteres Buch (Flstnr. 3915)             |                                  | Am Hang des Buch befindet sich die abgegangene Kapelle St. Wolfgang mit Einsiedelei. Wahrscheinlich wurde das Objekt während der Reformation. Neben der Kapelle und der Einsiedelei befindet sich dort auch noch die Wallfahrt zum Wolfgangsbrunnen. Geschützt nach § 2 DSchG                                                                                    |    |
| Weitere Bilder | Evangelische Pfarrkirche mit Pfarrhof            | Kirchplatz 3, 4 (Karte)                                     | 15. Jahrhundert mit älterem Kern | Die evangelische Pfarrkirche mit Pfarrhof befindet sich östlich von Gruibingen, nahe dem Zusammenfluss der beiden Bäche Hollbach und Winkelbach. Neben der Kirche und dem Pfarrhof gehören auch noch ein ummauerter Kirchhof, ein Wohnhaus und eine Scheune zu dem Denkmal. Geschützt nach §§ 2, 28 DSchG                                                        |    |